# CM-32 Yunpao
CM-32 «Clouded Leopard» (кит. 雲豹裝甲車; піньїнь: yúnbào zhuāngjiǎchē; буквально «броньована машина хмарного леопарда»), офіційна назва бойової машини піхоти Тайваню (TIFV), — це восьмиколісна броньована машина, яка зараз виробляється для Армії Китайскої Республіки. Він базується на 6x6 CM-31, розробленому ірландською компанією Timoney Technology Limited з Ірландії, і продовжує вдосконалюватися Центром розробки боєприпасів.
Згідно з Taipei Times, він був названий на честь формозського хмарного леопарда, місцевої тварини, щоб показати, що транспортний засіб «спритний і швидкий».

## Розвиток
Виробництво почалося в 2007 році з початковим замовленням на 600 одиниць. За оцінками, до 1400 СМ-32 можуть залишитися в оперативній службі.
Башта Delco LAV-25 була випробувана на перших двох прототипах, але не була прийнята на озброєння через вартість і незначну перевагу вогневої потужності порівняно з іноземними машинами; натомість була запланована місцева вежа, озброєна 20-мм револьверною гарматою T75, в інтересах якнайшвидшого введення БМП в озброєння, і прототип був продемонстрований у 2009 році. Було сподівання, що будь-які недоліки в плані вогневої потужності можна пом’якшити за допомогою адаптація гармати для використання боєприпасів Mk 244 Mod 0 APDS, які вже замовляються ВМС Республіки Китай разом із системами зброї Phalanx Block 1B, але проблеми з ресурсом ствола виявилися непереборними, і тим часом було обрано 30-мм ланцюгову зброю Bushmaster II натомість і буде придбано в Orbital ATK. Прототип вежі, побудований на основі цієї остаточної вимоги, був помічений у травні 2015 року та представлений публіці в серпні 2017 року.
У 2019 році Міністерство національної оборони оголосило, що в процесі розробки системи було виявлено та виправлено 17 недоліків. Виявлені недоліки включали дефекти сталевої броні типів, витоки масла та відсутність взаємозамінних запасних частин. Було виявлено, що транспортні засоби мали долати щонайменше 5 км кожні два тижні, щоб залишатися в оптимальному стані.

## Будова
Проєкт був запущений у 2002 році, його вартість склала 700 мільйонів NT$ (21,9 мільйона доларів США).
Броня СМ-32 забезпечує захист від бронебійних снарядів калібру 7,62 мм, а лобова дуга витримує бронебійні снаряди калібру 12,7 мм. Системи захисту від зброї масового ураження та пожежогасіння також є стандартними. V-подібний корпус забезпечує захист від мін і витримує вибух 12 кг тротилу під будь-яким колесом. У своїй базовій модифікації БТР CM-32 озброєний 40-мм автоматичним гранатометом і 7,62-мм спареним кулеметом, обидва встановлені у дистанційно керованому бойовому модулі.

## Історія виробництва та обслуговування
У 2012 році компанія Chung-Hsin Electric and Machinery Manufacturing Corp. (CHEM) отримала контракт на виробництво шасі. CHEM порушив свій контракт, нібито замінивши низку китайських деталей низької якості, щоб заощадити гроші. Це вплинуло на перші шасі 326. Голова CHEM, президент, віце-президент та інші посадові особи були визнані винними та засуджені до тюремного ув’язнення через скандал у 2021 році.
Рекорди продуктивності з 2008 по 2018 рік вказують на термін служби двигуна 780 000 км. Цей тип є постійним учасником вправ Хань Куан.

## Варіанти
На додаток до піхотних транспортних засобів, інші заплановані варіанти включають командну машину, розвідувальну машину NBC, мінометну машину (може комплектуватися 81-мм або 120-мм мінометом) і штурмову гармату (озброєну 105-мм нарізною гарматою).  Міністерство національної оборони досліджує 155-мм самохідну гаубицю на базі СМ-32.

### CM-31
CM-31 — оригінальний варіант з колісною формулою 6×6, розроблений компанією Timoney Technology Limited з Ірландії, серійно не випускався.

### CM-32
Командирська машина, таке ж озброєння, як CM-33. В експлуатації з 2014 року.

### CM-33

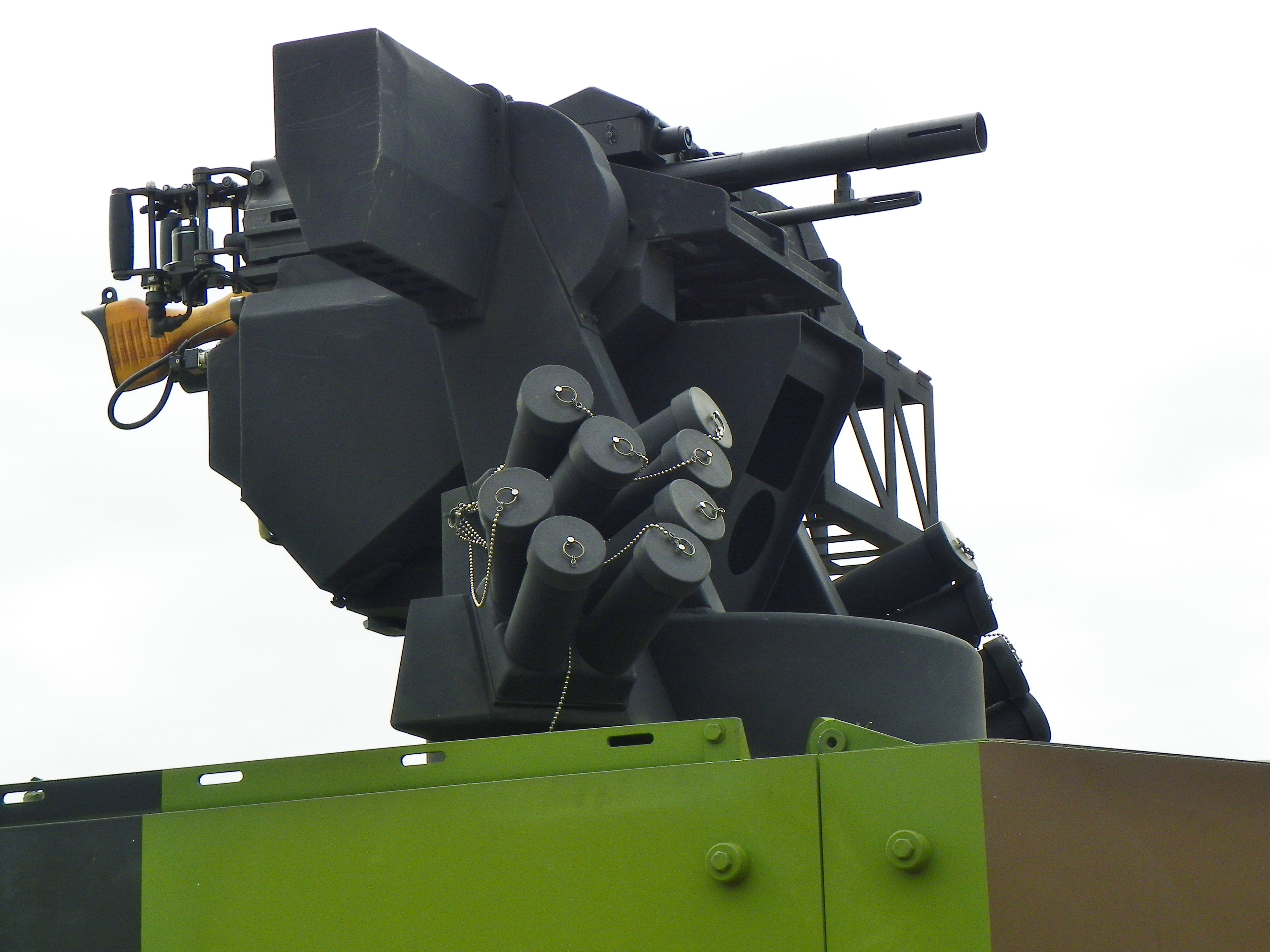
У дистанційно керованому бойовому модулі СМ-32 і СМ-33 встановлено 40-мм гранатомет і 7,62-мм кулемет

Базовий варіант із 40-мм гранатометом і 7,62-мм кулеметом, встановленими у дистанційно керованому бойовому модулі. В експлуатації з 2014 року. Всього було виготовлено 378 CM-32 і CM-33.

### CM-34
Чотири прототипи автомобілів пройшли первинні випробування перед серійним виробництвом у жовтні 2014 року.
CM-34 разом із CM-32 брав участь у 35-х щорічних навчаннях Han Kuang, озброєний Mk44 Bushmaster II . Тайваньські військові очікують виробити 284 CM-34. В експлуатації станом на 2019 рік. У серпні 2020 року для військової поліції Тайваню було замовлено ще 21 автомобіль.
Тайванський виробник кераміки HCG (和成欣業) постачатиме зовнішню керамічну броню для машини.

### Прототип Cloud Leopard II M2
Міністерство національної оборони Тайваню (MND) вперше показало публічно прототип броньованої машини наступного покоління 8×8 Cloud Leopard II на Тайбейській виставці аерокосмічних і оборонних технологій у 2019 році. Очікується, що прототип зможе конфігурувати платформу для мінометів, самохідну гаубицю та платформу вогневої підтримки зі 105-мм гарматою, подібну до мобільної гарматної системи армії США M1128.